# Oxycalciopyrochlor
Oxycalciopyrochlor, früher Stibiobetafit, ist ein sehr seltenes Mineral aus der Mineralklasse der Oxide und Hydroxide. Es kristallisiert im kubischen Kristallsystem mit der Zusammensetzung Ca2Nb2O6O, ist also ein Calcium-Niobat mit zusätzlichen Sauerstoffionen.
Oxycalciopyrochlor kommt an seiner Typlokalität hauptsächlich als xenomorphe Verdrängung in Gängen und Aggregaten von Columbit und niobhaltigen Rutil vor. Verwachsungen von Columbit, niobhaltigem Rutil, Kassiterit und Zirkon, durchdrungen und überzogen von Stibiobetafit und Stokesit, finden sich selten in mit Albit ausgekleideten miarolithischen Hohlräumen. Seltener bildet Oxycalciopyrochlor in offenen Hohlräumen auch schlecht entwickelte Kristalle von maximal 8 mm Größe aus, die das Oktaeder als tragende Kristallform mit eckenabstumpfenden Flächen des Hexaeders zeigen.
Die Typlokalität des Oxycalciopyrochlors ist der „Pegmatit Věžná I“
(Koordinaten des „Pegmatits Věžná I“) bei Věžná, Okres Pelhřimov, Distrikt Žďár nad Sázavou, Region Hochland, Tschechien.

## Etymologie und Geschichte
Bereits im Jahre 1961 fand Petr Černý in Pegmatiten um Věžná ein Mineral, welches provisorisch als antimonhaltiger Pyrochlor beschrieben wurde. Erst Ende der 1970er Jahre führten quantitative mikroanalytische Untersuchungen zu der Erkenntnis, dass es sich bei dieser Phase um ein neues Mineral handelt. Das neue Mineral wurde der International Mineralogical Association (IMA) vorgelegt, die es im Jahre 1978 unter der vorläufigen Bezeichnung IMA 1978-052 anerkannte. Die wissenschaftliche Erstbeschreibung dieses Minerals erfolgte im Jahre 1979 durch ein kanadisch-US-amerikanisches Forscherteam mit Petr Černý, Frank C. Hawthorne, Joseph Hector Gilles Laflamme und James Hinthorne im kanadischen Wissenschaftsmagazin The Canadian Mineralogist. Die Autoren benannten das neue Mineral in Übereinstimmung mit der Nomenklatur der damaligen Pyrochlorgruppe nach Donald David Hogarth und Kollegen aufgrund seiner chemischen Zusammensetzung mit Antimon (lateinisch stibium) als dominierendem Kation auf der A-Position und der Verhältnisse auf der B-Position [mit 2Ti > (Nb+Ta) und damit Vertreter der Betafit-Subgruppe der Pyrochlorgruppe] als Stibiobetafit (englisch Stibiobetafite).
Das Typmaterial für Stibiobetafit wird unter der Katalognummer M5233 in der Sammlung des Mineralogical Museum des Department of Geological Sciences, University of Manitoba, Kanada, sowie in der Sammlung des Royal Ontario Museum, Toronto, Kanada (polierter Anschliff, Katalognummer M35630), aufbewahrt.
Im Jahre 2010 wurde seitens der IMA eine neue Nomenklatur für die Minerale der neu definierten Pyrochlor-Obergruppe (Pyrochlor-Supergruppe) vorgelegt. Darin wurde Stibiobetafit zu Oxycalciopyrochlor (englisch Oxycalciopyrochlore) redefiniert, wobei das von Petr Černý und Kollegen definierte Typmaterial des Stibiobetafit nunmehr als Typmaterial (einschließlich des Holotyps) für Oxycalciopyrochlor gilt. Die Bezeichnung Stibiobetafit wurde diskreditiert. In Übereinstimmung mit der Nomenklatur der Pyrochlor-Obergruppe erfolgte die Wahl des neuen Namens Oxycalciopyrochlor aufgrund der chemischen Zusammensetzung des Minerals mit einer durch Calcium dominierten A-Position, durch Nb dominierten B-Position sowie durch O dominierten Y-Position.
Pyrochlor wurde ursprünglich von Nils Otto Tank (1800–1864) bei Stavern in der norwegischen Provinz Vestfold gefunden und 1826 durch Friedrich Wöhler beschrieben. Wöhler benannte das Mineral aufgrund eines Vorschlags von Jöns Jakob Berzelius nach den griechischen Wörtern πῦς [pyr] und χλωρός [chlorós] für „Feuer“ und „grün“ aufgrund seiner Eigenschaft, nach dem Schmelzen mit Phosphorsalz (Natrium-ammonium-hydrogenphosphat) vor dem Lötrohr zu einem grasgrünen Glas zu erstarren. Im Verlaufe der Jahrzehnte wurde der Terminus Pyrochlor oft unspezifisch und häufig ohne den Hintergrund einer chemischen Analyse verwendet. Das Mineral Pyrochlor wurde im Jahre 2010 diskreditiert.

## Klassifikation
Die aktuelle Klassifikation der International Mineralogical Association (IMA) zählt den Stibiobetafit (den heutigen Oxycalciopyrochlor) zur Pyrochlor-Obergruppe mit der allgemeinen Formel A2–mB2X6–wY1–n, in der A, B, X und Y unterschiedliche Positionen in der Struktur der Minerale der Pyrochlor-Obergruppe mit A = Na, Ca, Sr, Pb2+, Sn2+, Sb3+, Y, U, □, oder H2O; B = Ta, Nb, Ti, Sb5+ oder W; X = O, OH oder F und Y = OH−, F, O, □, H2O oder sehr große (>> 1,0 Å) einwertige Kationen wie K, Cs oder Rb repräsentieren. Zur Pyrochlor-Obergruppe gehören neben Oxycalciopyrochlor noch Fluorcalciomikrolith, Fluornatromikrolith, Hydrokenomikrolith, Hydroxycalciomikrolith, Hydroxykenomikrolith, Kenoplumbomikrolith, Oxynatromikrolith, Oxystannomikrolith, Oxystibiomikrolith, Cesiokenopyrochlor, Fluorcalciopyrochlor, Fluornatropyrochlor, Hydrokenopyrochlor, Hydropyrochlor, Hydroxycalciopyrochlor, Hydroxykenopyrochlor, Hydroxymanganopyrochlor, Hydroxynatropyrochlor, Fluorcalcioroméit, Hydroxycalcioroméit, Hydroxyferroroméit, Oxycalcioroméit, Oxyplumboroméit, Hydrokenoelsmoreit, Hydroxykenoelsmoreit, Fluornatrocoulsellit und Hydrokenoralstonit. Oxycalciopyrochlor bildet zusammen mit Cesiokenopyrochlor, Fluorcalciopyrochlor, Fluornatropyrochlor, Hydrokenopyrochlor, Hydropyrochlor, Hydroxycalciopyrochlor, Hydroxykenopyrochlor, Hydroxymanganopyrochlor und Hydroxynatropyrochlor innerhalb der Pyrochlor-Obergruppe die Pyrochlorgruppe.
In der mittlerweile veralteten, aber teilweise noch gebräuchlichen 8. Auflage der Mineralsystematik nach Strunz gehörte der 2010 zu Oxycalciopyrochlor redefinierte Stibiobetafit in die Mineralklasse der „Oxide und Hydroxide“ und dort zur allgemeinen Abteilung der „Oxide mit Verhältnis Metall : Sauerstoff = 2 : 3 (M2O3 und verwandte Verbindungen)“, wo er zusammen mit Betafit (diskreditiert 2010, möglicherweise Oxycalciobetafit oder Oxyuranobetafit), Plumbobetafit (diskreditiert 2010, Zero-valent-dominanter Pyrochlor) und Yttrobetafit-(Y) (diskreditiert 2010, Zero-valent-dominanter Pyrochlor; Yttrobetafit-(Y) vom Mond ist Oxycalciobetafit) die „Pyrochlor-Gruppe, Betafit-Untergruppe“ mit der System-Nr. IV/C.16 bildete.
Die seit 2001 gültige und von der International Mineralogical Association (IMA) verwendete 9. Auflage der Strunz’schen Mineralsystematik ordnet den Oxycalciopyrochlor (ehemals Stibiobetafit) dagegen in die Abteilung der „Oxide mit dem Stoffmengenverhältnis Metall : Sauerstoff = 1 : 2 und vergleichbare“ ein. Diese Abteilung ist allerdings weiter unterteilt nach der relativen Größe der beteiligten Kationen und der Kristallstruktur, so dass das Mineral entsprechend seiner Zusammensetzung und seinem Aufbau in der Unterabteilung „Mit großen (± mittelgroßen) Kationen; Lagen kantenverknüpfter Oktaeder“ zu finden ist, wo es zusammen mit allen Vertretern der Pyrochlor-, Mikrolith-, Betafit-, Roméit- und Elsmoreitgruppen die Pyrochlor-Übergruppe mit der System-Nr. 4.DH.15 bildet. Oxycalciopyrochlor ist dabei zusammen mit Fluorcalciopyrochlor, Fluornatropyrochlor, Fluorkenopyrochlor, Fluorstrontiopyrochlor, Hydropyrochlor (ehemals Kalipyrochlor), Hydroxycalciopyrochlor, Kenoplumbopyrochlor, Oxynatropyrochlor, Oxyplumbopyrochlor und Oxyyttropyrochlor-(Y) in der Pyrochlorgruppe zu finden.
Die vorwiegend im englischen Sprachraum gebräuchliche Systematik der Minerale nach Dana ordnet den Stibiobetafit (heute Oxycalciopyrochlor) dagegen in die Klasse der „Oxide und Hydroxide“, dort allerdings in die Abteilung der „Mehrfachen Oxide mit Nb, Ta und Ti“ ein. Hier ist er zusammen mit Betafit, Yttrobetafit-(Y), Plumbobetafit und Calciobetafit (alle seit 2010 diskreditiert, vgl. unter Systematik der Minerale nach Strunz, 8. Auflage) in der „Betafit-Untergruppe; 2(Ti)>(Ta+Nb)“ mit der System-Nr. 08.02.03 innerhalb der Unterabteilung der „Mehrfache Oxiden mit Nb, Ta und Ti mit der Formel A2(B2O6)(O,OH,F)“ zu finden.

## Chemismus
Analysen mit Elektronenstrahlen (Mikrosonde) und Ionenstrahlen (Sekundärionen-Mikrosonde) an verschiedenen Stibiobetafit-Körnern der Typlokalität lieferten Mittelwerte von 21,6 % Nb2O5; 19,3 % Ta2O5; 16,5 % TiO2; 0,49 % Al2O3; 23,2 % Sb2O3; 0,13 % PbO; 2,9 % SnO; 0,6 % FeO; 0,6 % MnO; 14,5 % CaO; 0,30 % Na2O; 0,15 % F2, 0,44 % H2O sowie [(–O ≡ F2) –0,06 %, Summe = 100,65 %]. Auf der Basis von sieben Anionen (O,OH,F) pro Formeleinheit wurde daraus die empirische Formel (Ca1,11Sb3+0,69Sn2+0,09Fe0,04Mn0,04Na0,04)Σ=2,01(Ti4+0,89Nb5+0,70Ta5+0,38Al3+0,04)Σ=2,01O6[O0,76(OH)0,21F0,03]Σ=1,00 ermittelt, die sich zu (Ca,Sb3+)2(Ti,Nb,Ta)2(O,OH)7 vereinfachen lässt. Die offizielle Schreibweise der IMA für die Formel des Oxycalciopyrochlors lautet Ca2Nb2O6O.
Oxycalciopyrochlor von „Atagoyama“, Japan, enthält zwischen 23,94 % und 25,12 % UO2. Einige Proben des Betafits im Sinne von Hogarth (1977) haben sich als Titan-Uran-haltige Oxycalciopyrochlore mit Gehalten von 24,7 Gew.% UO2 und 3,2 Gew.% ThO2 erwiesen.
Oxycalciopyrochlor ist das einzige Mineral mit der Elementkombination „Ca - Nb - O“. Dem Oxycalciopyrochlor chemisch ähnlich sind eine Reihe von Mineralen, darunter z. B. Calciosamarskit, (Ca,Fe3+,Y)2(Nb,Ta,Ti)2O8; Charleshatchettit, CaNb4O10(OH)2·8H2O; und Fersmit, (Ca,Ce,Na)(Nb,Ta,Ti)2(O,OH,F)6.
Innerhalb der Pyrochlor-Obergruppe sind theoretisch durch die vier verschiedenen zu besetzenden Positionen eine Vielzahl von Substitutionsmöglichkeiten vorhanden. Oxycalciopyrochlor ist das O-dominante Analogon des F-dominierten Fluorcalciopyrochlors und des OH-dominierten Hydroxycalciopyrochlors. Untergruppen-übergreifend ist Oxycalciopyrochlor das Nb-dominante Analogon zum Sb-dominierten Oxycalcioroméit.

## Kristallstruktur
Oxycalciopyrochlor kristallisiert im kubischen Kristallsystem in der Raumgruppe Fd3m (Raumgruppen-Nr. 227) mit dem Gitterparameter a =10,356 Å sowie acht Formeleinheiten pro Elementarzelle.
Wie bei allen Vertretern der Pyrochlor-Obergruppe besteht die Kristallstruktur des Oxycalciopyrochlors aus BO6-Oktaedern – in diesem Falle (Nb,Ta,Ti)O6-Oktaedern – mit gemeinsamen Ecken, die Schichten aus Dreier- und Sechserringen parallel [110] bilden. In diesen Schichten finden sich Kanäle in Richtung 110, welche die auf der A-Position sitzenden Atome wie Ca (und Sb3+, Sn2+, Fe, Mn und Na) aufnehmen.
Oxycalciopyrochlor ist isotyp (isostrukturell) zu allen anderen in der Raumgruppe Fd3m (Raumgruppen-Nr. 227) kristallisierenden Vertretern der Pyrochlor-Obergruppe.

## Eigenschaften

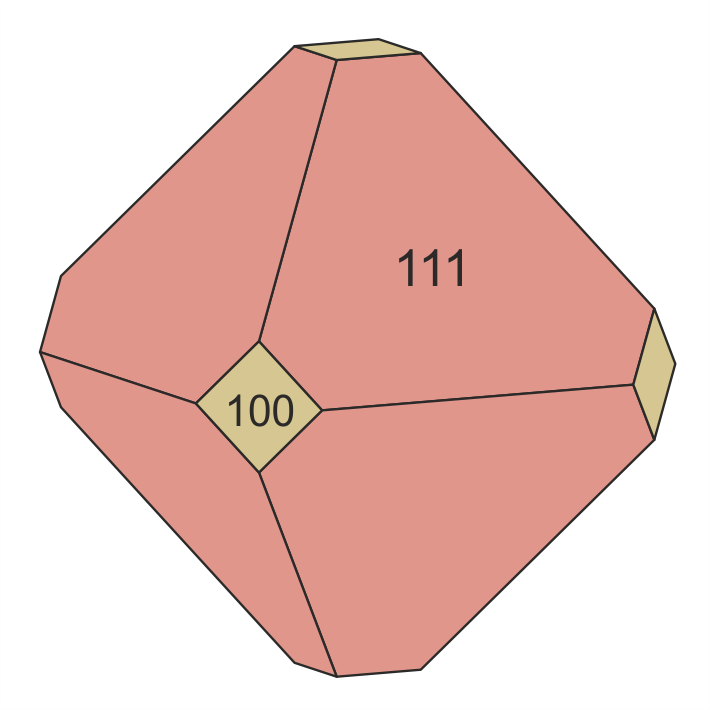
Zeichnung eines kuboktaedrischen Oxycalciopyrochlor-Kristalls

### Morphologie
Oxycalciopyrochlor (Stibiobetafit) tritt an seiner Typlokalität hauptsächlich als xenomorphe Verdrängung in Gängen und Aggregaten von Columbit und niobhaltigem Rutil auf. Verwachsungen von Columbit, niobhaltigem Rutil, Kassiterit und Zirkon, durchdrungen und überzogen von Stibiobetafit und Stokesit, finden sich selten in mit Albit ausgekleideten miarolithischen Hohlräumen. Nur selten bildet Oxycalciopyrochlor in offenen Hohlräumen auch schlecht entwickelte Kristalle von maximal 8 mm Größe mit dem Oktaeder {111} als tragender Kristallform aus, welche die eckenabstumpfenden Flächen des Würfels {100} zeigen (vgl. die nebenstehende Kristallzeichnung).

### Physikalische und chemische Eigenschaften
Die Kristalle des Oxycalciopyrochlors (Stibiobetafit) sind an der Typlokalität bräunlichschwarz, dunkelbraun oder schwarzbraun, ihre Strichfarbe wird mit blassbräunlich bis cremeweiß angegeben. Nach einstündigem Erhitzen des Oxycalciopyrochlors bei 700 °C verändert sich die Farbe nach blassorange. Im durchfallenden Licht im Dünnschliff zeigt das Mineral verschiedene Braunschattierungen, im reflektierten Licht ist es mittelgrau und deutlich dunkler als Columbit und niobhaltiger Rutil. Die Oberflächen des halbdurchsichtigen Oxycalciopyrochlors zeigen einen glasartigen Glanz, was gut mit dem hohen Wert für die Lichtbrechung (n > 1,78 (gemessen) bzw. n = 2,2 (berechnet)) übereinstimmt. Oxycalciopyrochlor ist optisch isotrop.
Angaben zu Spaltbarkeit und Teilbarkeit für Oxycalciopyrochlor fehlen. Aufgrund seiner Sprödigkeit bricht Hydropyrochlor ähnlich wie Quarz oder Amblygonit, wobei die Bruchflächen muschelig bis uneben ausgebildet sind. Mit einer Mohshärte von ≈ 5 gehört das Mineral zu den mittelharten Mineralen, welches sich wie das Referenzmineral Apatit (Härte 5) mit einem Taschenmesser noch ritzen lässt. Die gemessene Dichte für Oxycalciopyrochlor beträgt 5,30 g/cm³, die berechnete Dichte 5,19 g/cm³.
Angaben zur Fluoreszenz im UV-Licht bzw. zur Kathodolumineszenz unter dem Elektronenstrahl für das Mineral fehlen ebenso wie Hinweise auf das chemische Verhalten.

## Bildung und Fundorte
Die Typlokalität für Oxycalciopyrochlor ist der „Pegmatit Věžná I“ bei Věžná am nordöstlich Rand der Böhmischen Masse, Okres Pelhřimov, Distrikt Žďár nad Sázavou, Region Hochland, Tschechien. Der Pegmatit besteht hauptsächlich aus natriumreichem Plagioklas und Quarz, gelegentlich in graphischer Verwachsung, und ist vom ultrabasischen Nebengestein durch einen gebänderten Reaktionssaum aus Anthophyllit, Talk, Tremolit und alteriertem Phlogopit getrennt.
Zu den Begleitmineralen des Oxycalciopyrochlors zählen Columbit, niobhaltiger Rutil, gediegen Antimon, Stokesit, Kassiterit, Zirkon und Albit.
Vom Gesichtspunkt der Geochemie des Pegmatits der Typlokalität ist das Vorkommen von Oxycalciopyrochlor (Stibiobetafit) anomal. Das Muttergestein und die in der Nähe gelegenen, genetisch verwandten Pegmatite zeichnen sich durch eine Mineralisation mit Ti, Nb > Ta, Be, Zr, B, Sn und REE aus, welche normalerweise frei von mineralogisch auffälligen Quantitäten an Antimon ist. Auf der anderen Seite wird Antimon meist in Lithium-Rubidium-Cäsium-reichen Pegmatiten gefunden, die sich ferner durch substantielle Mineralisationen von B, Be, Ta > Nb und Sn mit vernachlässigbaren, wenn überhaupt vorhandenen Gehalten an Ti und REE auszeichnen. Alle Merkmale des Verhaltens von Antimon in Granitpegmatiten, nämlich der Präferenz für Typen mit Anreicherungen seltener Alkalimetalle, charakteristischer Minerale und der „Vermeidung“ der Struktur von Pyrochlormiberalen der Mikrolithgruppe unterstützt das Argument, dass das Auftreten von Oxycalciopyrochlor (Stibiobetafit) an seiner Typlokalität zufallsbedingt ist und das Mineral in anderen Pegmatiten höchstwahrscheinlich nicht gefunden wird.
Als sehr seltene Mineralbildung konnte der Oxycalciopyrochlor bisher (Stand 2018) weltweit nur von rund zehn Fundpunkten beschrieben werden.
Außer der Typlokalität sind für Oxycalciopyrochlor die folgenden Fundorte bekannt:
- das Vorkommen von „Xichang“ mit REE-Mineralen in Aegirin-Augit-Arfvedsonit-Gängen innerhalb des Alkaligesteinskomplexes der Taihe-Intrusion nahe der Großgemeinde Taihe bei Xichang Co., Autonomer Bezirk Liangshan, Provinz Sichuan, Volksrepublik China
- Schelingen („Steinbruch Orberg“ im grobkörnigen Calcit-Karbonatit?), Kaiserstuhl, Baden-Württemberg, Deutschland
- erodierte Tuffe eines karbonatitischen und phonolithischen Vulkanismus bei „Auf Dickel“ (einschließlich Nonnental), Vulkanitkomplex Rockeskyll, Rockeskyll, Gerolstein, Eifel, Rheinland-Pfalz, Deutschland
- die Steinbrüche „In den Dellen“, Niedermendig bei Mendig, Laacher-See-Komplex, Eifel, Rheinland-Pfalz, Deutschland
- ein in Ultrabasiten sitzender Pegmatitgang im Steinbruch „Atagoyama“ 6 km südöstlich von Kōriyama, Präfektur Fukushima, Region Tōhoku, Insel Honshū, Japan[11]
- die Myaing-Gyi Mine, Thurein-taung bei Kyauk-Pyat-That unweit der Mogok im Distrikt von Pyin U Lwin in der Mandalay-Region in Myanmar
- Halden bei Buer im Bjørkedalen bei Porsgrunn, Fylke Telemark, Norwegen
- das Massiv von Kowdor in der Oblast Murmansk, Föderationskreis Nordwestrussland, Russland
- der Landeplatz von Luna 24 im Mare Crisium auf dem Mond

Fundstellen für Oxycalciopyrochlor in Österreich und der Schweiz sind damit unbekannt.

## Verwendung
Oxycalciopyrochlor wäre aufgrund seiner Nb2O5-Gehalte von 20,1 bis 26,3 Gew.-% und Ta2O5-Gehalte von 9,0 bis 20,0 Gew.-% ein reiches Niob-/Tantal-Erz. Aufgrund seiner Seltenheit ist das Mineral allerdings ohne jede praktische Bedeutung und nur für Mineralsammler interessant.